# 沙皇保罗一世号战列舰
“沙皇保罗一世”号战列舰（romanized: Imperator Pavel I, 直译 '沙皇保罗一世'）是1900年代为俄罗斯帝国海军建造的两艘圣安德烈级前无畏战列舰之一。由于日俄战争后引发的俄军舰船设计变更以及1905年革命后的劳工动荡，本舰的工期被大大推迟，最终耗时近六年才建成。“沙皇保罗一世”号在第一次世界大战期间并不太活跃，但是舰员于1917年初率先发动起义并更名为“共和国”号（俄语：Республика）。此后，“共和国”号于1918年被封存，并最终于1923年报废。

## 设计
“沙皇保罗一世”号水线长454英尺（138.4），全长460英尺（140.2），舷宽80英尺（24.4），吃水深27英尺（8.2）。满载状态下排水量为18,580長噸（18,880公噸）。本舰采用带有舷弧的平甲板船型，双层底设计，其稳心高度为4英尺（1.2）。常规配置下，舰上配备31名军官和924名水手。
“沙皇保罗一世”号配备了两台4缸立式三胀蒸汽机，总设计输出功率为17,600匹指示馬力（13,100千瓦特），由25台贝尔维尔锅炉为发动机提供蒸汽。在1910年11月1日进行的海上试验中，舰载动力系统实测生产了18,326匹指示馬力（13,666千瓦特）的输出功率，最高速度18.5節（34.3每小時；21.3英里每小時）。通常情况下，随舰可载800長噸（810公噸）燃煤，可以在12節（22每小時；14英里每小時）的航速下续1,300海里（2,400；1,500英里）；而在最大载重下，随舰装载1,500長噸（1,500公噸）燃煤，可以在12節（22每小時；14英里每小時）航速下续航2,400海里（4,400；2,800英里）。
圣安德烈级的主炮为4门40倍径12英寸（305）炮，分别安装在上层建筑前后的两座双联装炮塔中。副炮是14门8英寸（203）火炮，其中8门安装在上层建筑四角的四座双联装炮塔中，另外6门安装在上层建筑的炮廓中。为了防御鱼雷艇，舰上还装备了12门4.7英寸（119）炮，安装在上层建筑中8英寸主炮上方的炮廓内。鱼雷装备为2具装设在水线以下的450（17.7英寸）口径鱼雷发射管，两舷侧各装一具，配备有6枚鱼雷。
根据俄国在对马海战中的经验，“沙皇保罗一世”号的整个舰体侧面都由克虏伯渗碳装甲保护。主水线带最大厚度为8.5英寸（216），上层装甲带最厚处为5英寸（127）。主炮塔侧面装甲厚度为8英寸（203），炮廓装甲厚度为3.1至5英寸（79至127）。甲板装甲的最大厚度为1.5英寸（38）。

## 舰历

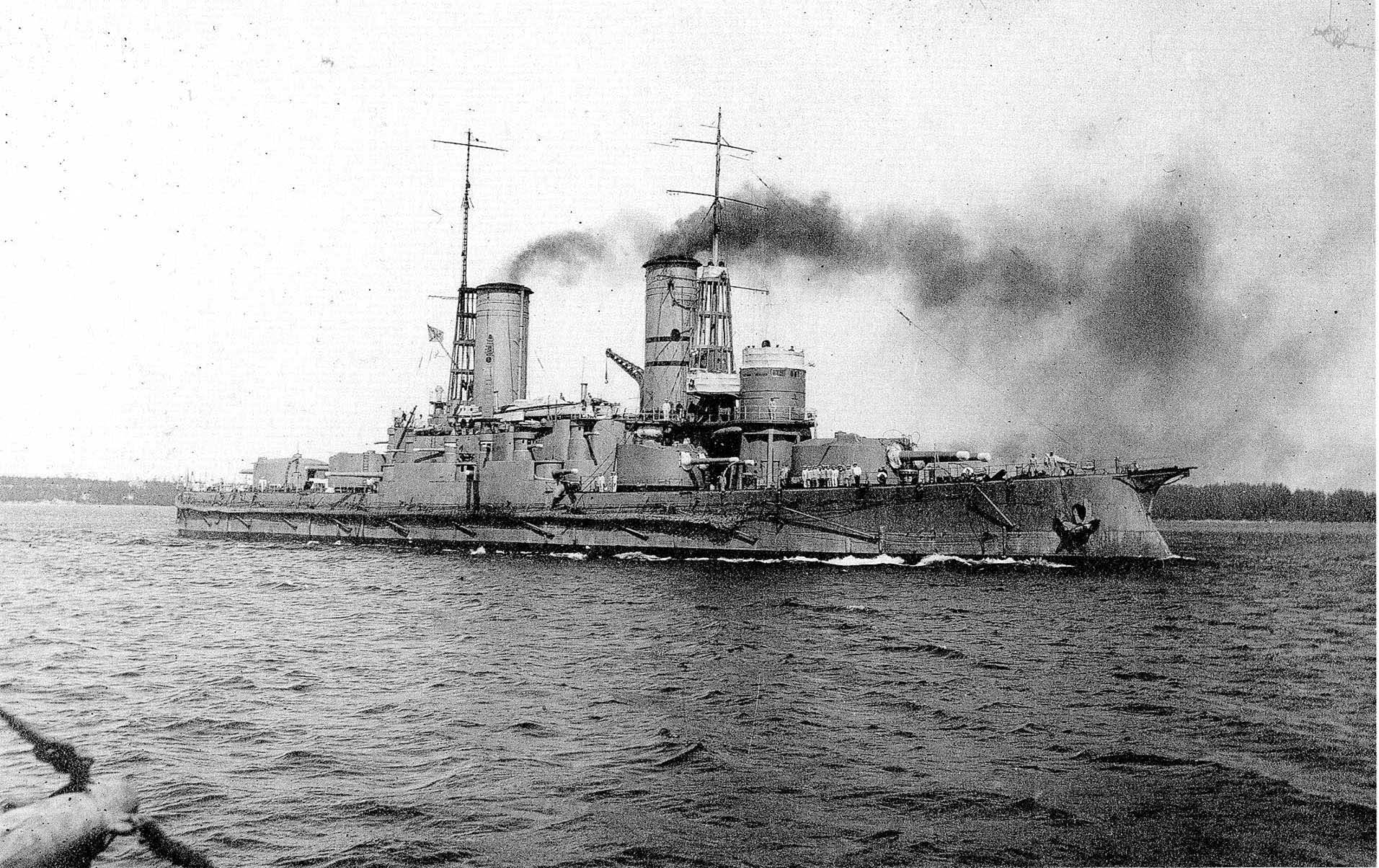
第一次世界大战期间的“沙皇保罗一世”号，注意此时的笼形桅已经被去掉。

“沙皇保罗一世”号由圣彼得堡波罗的海工厂建造。建造工程始于1904年10月27日，但因1905年革命期间造船厂出现劳工问题导致建造进度放缓。本舰最终于1907年9月7日下水，并在1910年10月开始海上试航。该舰于1911年3月10日服役，但海试一直持续到1911年10月。“沙皇保罗一世”号完工后被编入波罗的海舰队，并于1912年9月访问了哥本哈根港口。次年9月，这艘战列舰接连访问了波特兰、瑟堡和斯塔万格。第一次世界大战开始时，本舰负责掩护俄罗斯在芬兰湾入口处的布雷行动。而在战争中其他时间里，由于俄国在波罗的海的海上力量采取的是防御性战略，四艘甘古特级无畏舰和两艘圣安德烈级前无畏舰负责保卫芬兰湾的入口，本舰的并没有发挥什么实质性的作用。1914年底，“沙皇保罗一世”号的笼形桅被移除，并添加了轻型顶桅。1915年初安装了防鱼雷网，次年1月又拆除了舰上的鱼雷装置。1916年末则加装了4门76（3英寸）高射炮。
1917年3月16日，“沙皇保罗一世”号上不满于现状水手们在收到圣彼得堡爆发二月革命的消息后，在赫尔辛基鼓动波罗的海舰队发起总哗变。4月29日，“沙皇保罗一世”号被更名为“共和国”号（俄语：Республика）。依照《布列斯特-立陶夫斯克条约》的要求，苏维埃政府必须在1918年3月撤离赫尔辛基的海军基地，否则基地内的舰船将被新独立的芬兰扣押。尽管芬兰湾仍处于结冰状态，“共和国”号还是与的姊妹舰“圣安德烈”号一起于4月5日率领第二批舰只启程，并于五天后抵达喀琅施塔得，这次航行被称为“冰上航行”。由于缺乏足够的人手，“共和国”号于1918年10月起被封存，并从1923年11月22日开始逐步拆解。奇怪的是，直到1925年11月21日，“共和国”号才正式从海軍名單上被除名。

## 脚注

### 引文
1. 1 2  杨冯生 (2021)，第121頁.
2. ↑  张恩东 (2018)，第204頁.
3. ↑  金文杰 (2022)，第125頁.
4. ↑  McLaughlin (2003)，第180–181, 185頁.
5. ↑  McLaughlin (2003)，第181, 187頁.
6. ↑  McLaughlin (2003)，第186頁.
7. ↑  McLaughlin (2003)，第181頁.
8. ↑  McLaughlin (2003)，第180頁.
9. 1 2 3  McLaughlin (2003)，第188, 300–302頁.
10. ↑  Halpern (1995)，第190頁.

## 拓展阅读
- Campbell, N. J. M. Chesneau, Roger & Kolesnik, Eugene M. , 编. . New York: Mayflower Books. 1979: 170–217. ISBN 0-8317-0302-4 （英语）.
- Melnikov, R. M.  [Lineyny korabl "Imperator Pavel I" (1906–1925)]. Samara: ANO Istflot. 2005. ISBN 5-98830-013-8 （俄语）.